# Tour San Felice
La tour San Felice est une tour côtière située dans la commune de Vieste, province de Foggia dans les Pouilles,.
Elle se trouve dans le parc national du Gargano.

## Historique
Elle a été construite en 1540 et est la huitième tour côtière appartenant au territoire de Capitanata. Carlo Gambacorta, dans le manuscrit Visita delle Torri di Capitanata nel mese di dicembre 1594, en parle ainsi :

« Cette huitième tour appelée Santo Felice est bien située et possède une bonne construction donnant sur deux grandes criques d'un côté et de l'autre. Vous avez besoin de deux émeris. Il faut également une balance, ce qui est nécessaire chez Ducati Dui. »

La plus orientale des tours du Gargano, construite pour recevoir et transmettre les signaux des tours voisines, protégeait également le petit port du même nom. Elle a été construite vers 1568 selon le schéma typique de la fin de la période vice-royale avec un corps pyramidal tronqué massif avec des murs lisses, de très petites ouvertures, l'entrée surélevée du côté amont accessible par un escalier raide en pierre.
De taille moyenne, elle a été récemment restaurée, mais un ajout a déformé ses proportions. L'entrée est actuellement murée pour éviter toute utilisation non autorisée.